# Slöinge
Slöinge is een plaats in de gemeente Falkenberg in het landschap Halland en de provincie Hallands län. De plaats heeft 974 inwoners (2005) en een oppervlakte van 103 hectare.